# Kangaamiut
Kangaamiut és un assentament del centre-oest de Groenlàndia que forma part del municipi de Qeqqata. El 2023 tenia 291 habitants.